# Brandon Hedrick
Brandon Wayne Hedrick (ur. 23 lutego 1979, zm. 20 lipca 2006) – Amerykanin skazany na śmierć w stanie Wirginia za zabójstwo czarnoskórej Lisy Yvonne Alexander Crider dnia 10 maja 1997. Z ofiarą, którą obrabował, zgwałcił i zabił, nie łączyły go żadne związki.
Niektóre stany wciąż dopuszczają możliwość wybrania przez skazanego metody, jaką chce zostać stracony. Jednak w większości takich stanów może on wybrać inną niż zastrzyk trucizny, jeżeli został skazany na śmierć przed datą wprowadzenia zastrzyku (np. w Tennessee czy Kentucky). Do 2008 jednym stanem, który wciąż utrzymywał krzesło elektryczne jako jedyną metodę egzekucji była Nebraska, ale metoda ta została uznana za niekonstytucyjną.
W Wirginii jednakże każdy skazaniec (zastrzyk trucizny wprowadzono w roku 1995), także skazany po tej dacie, może wybierać między zastrzykiem a krzesłem elektrycznym. Ostatnio taką decyzję w Wirginii podjął Earl Conrad Bramblett w roku 2003 (a ostatnią w USA przez straceniem Hendricka James Neil Tucker w 2004 w Karolinie Południowej).
Adwokat Hedricka powiedział, że jego klient zdecydował się umrzeć na krześle, ponieważ obawiał się problemów z zastrzykiem.
Sprawa Hedricka nabrała dodatkowej kontrowersji. Wybrany w roku 2005 na gubernatora Tim Kaine w czasie kampanii głośno opowiadał się przeciwko stosowaniu kary śmierci, a mimo to wyszedł z wyborów zwycięsko (uzyskał ponad 5% przewagi, a w Wirginii wykonano od roku 1982 najwięcej po Teksasie wyroków śmierci). Mimo to od objęcia przezeń urzędu w styczniu 2006 zezwolił na wykonanie dwóch egzekucji.
Ostatnie słowa Hedricka brzmiały: I pray for the people that are unsaved. I'm ready to go and be free (tłum. Modlę się za ludzi którzy nie są zbawieni. Jestem gotów by odejść i być wolnym.).